# Synotaxus turbinatus
Espèce
Synonymes
- Rhomphaea anomala Chamberlin & Ivie, 1936
- Synotaxus wallsi Exline, 1950

Synotaxus turbinatus est une espèce d'araignées aranéomorphes de la famille des Synotaxidae.

## Distribution
Cette espèce se rencontre du Panama à l'Équateur.

## Description
Le mâle holotype mesure 3,7 mm.
Le mâle décrit par Exline et Levi en 1965 mesure 2,9 mm et la femelle 4,2 mm.

## Systématique et taxinomie
Cette espèce a été décrite par Simon en 1895.
Rhomphaea anomala et Synotaxus wallsi ont été placées en synonymie par Exline et Levi en 1965.

## Publication originale
- Simon, 1895 : « Études arachnologiques. 26e. XLI. Descriptions d'espèces et de genres nouveaux de l'ordre des Araneae. » Annales de la Société Entomologique de France, vol. 64, p. 131-160 (texte intégral).